# 藤原邦綱
藤原 邦綱（ふじわら の くにつな）は、平安時代後期の公卿。右馬権助・藤原盛国の子。官位は正二位・権大納言。五条大納言と号す。

## 経歴
藤原北家良門流の系統に属する下級官人だったが、文章生から蔵人になる一方で藤原忠通の家司として頭角を現わす。和泉・越後・伊予・播磨の受領を歴任して財力を蓄えるとともに成功により昇進し、永万元年（1165年）破格ともいえる蔵人頭に補される。
4人の娘を六条・高倉・安徳の三天皇及び高倉天皇中宮・平徳子の乳母とし、豊かな財力を活用してその養育に力を尽くした。平家と親密な関係を深め白河殿盛子（関白・近衛基実室）の後見をつとめたが、仁安元年（1166年）に基実が没すると多くの摂関家領を盛子に相続させた。このことについて基実の弟・九条兼実は激しく非難を行っている。邦綱は権大納言まで昇進したが、邦綱の系統で公卿に列したのは平安時代前期の藤原兼輔以来のことであった。
第宅も数多く有し、土御門東洞院第は後白河院の御所及び六条・高倉両天皇の里内裏として、五条第は高倉天皇の里内裏に用いられた。高倉上皇の第一の側近として厳島御幸や、遷都が計画された福原行幸に供奉し、高倉崩御に際しては素服を賜わった。公卿でこの恩遇にあずかったのは、邦綱の他には平宗盛・平時忠・藤原隆季・土御門通親の4人だけだった。一方で、邦綱は子息・清邦を清盛の養子にするなど、清盛からの信頼も篤かった。
やがて清盛も没し、後を追うように治承5年（1181年）閏2月23日に死去した。訃報を聞いた兼実は「邦綱卿は卑賤より出ずと雖も其の心広大なり。天下の諸人貴賎を論ぜず、其の経営を以て偏に身の大事となす。ここに因りて衆人惜しまざるはなし」と評した。

## 官歴
※日付＝旧暦
- 長承4年（1135年）
  - 2月8日：文章生
  - 月日不詳：蔵人所雑色
- 久安4年（1148年）正月7日：六位蔵人
- 久安5年（1149年）
  - 4月9日：修理権亮
  - 12月25日：右衛門少尉
- 久安6年（1150年）正月29日：検非違使
- 久安7年（1151年）
  - 正月6日：従五位下
  - 改元して仁平元年2月2日：遠江権守
  - 12月4日：中宮少進
- 仁平4年（1154年）正月23日：壱岐守
- 久寿2年（1155年）12月25日：中宮権大進
- 保元元年（1156年）9月17日：和泉守
- 保元2年（1157年）
  - 8月9日：従五位上（東三条殿から高松殿に還御）
  - 10月22日：正五位下（襲芳舎の造営）
  - 10月29日：従四位下（待賢門の造営）
- 保元3年（1158年）10月21日：従四位上（宇治御幸）
- 保元4年（1159年）正月6日：正四位下（八省廊の造営）
- 永暦元年（1160年）
  - 正月21日：木工頭兼任
  - 2月28日：越後守
- 永暦2年（1161年）
  - 4月3日：伊予守
  - 8月12日：右京大夫
- 応保2年（1162年）
  - 正月27日：播磨守。右京大夫如元
  - 2月19日：中宮亮。右京大夫・播磨守如元
- 永万元年（1165年）
  - 7月18日：播磨守を辞任
  - 7月25日：蔵人頭
- 永万2年（1166年）（45歳）
  - 正月12日：参議に補任。右京大夫如元
  - 6月6日：従三位
  - 改元して仁安元年8月27日：参議を辞任
  - 10月6日：本座
  - 10月10日：春宮権大夫
  - 11月3日：正三位（春宮行啓）
- 仁安2年（1167年）正月30日：周防権守
- 仁安3年（1168年）
  - 2月19日：春宮権大夫を辞任（高倉天皇践祚）
  - 12月23日：権中納言
- 仁安4年（1169年）正月6日：従二位
- 承安元年（1171年）4月21日：正二位
- 安元元年（1175年）11月28日：中納言
- 安元3年（1177年）4月24日：権大納言
- 治承3年（1179年）7月12日：権大納言を辞任
- 治承5年（1181年）閏2月3日：出家

## 系譜
- 父：藤原盛国（紫式部の弟とされる藤原惟規の曾孫にあたる）
- 母：藤原公長の女
- 妻：増仁の女
  - 男子：藤原重邦
- 妻：藤原公能の女
  - 男子：藤原清邦 - 平清盛の養子
  - 男子：藤原基行（1180-1221） - 持明院基家の養子
- 妻：理髪鶴子
  - 男子：円綱
- 妻：藤原公俊の女
  - 女子：藤原成子 - 六条天皇乳母、藤原成頼室
  - 女子：藤原邦子 - 高倉天皇乳母
  - 女子：藤原輔子 - 安徳天皇乳母、平重衡室
- 生母不明：
  - 男子：藤原長綱
  - 男子：藤原忠綱
  - 女子：藤原綱子 - 平徳子乳母
  - 女子：小笠原長清室? - 小笠原長経母?[3]
  - 猶子：藤原泰季 - 実父は高階仲親